# Václav Hlinomaz
Václav Hlinomaz (14. prosince 1873 Příbram – 3. července 1941 Příbram) byl český hudební skladatel, houslista a pedagog.

## Život
Vystudoval gymnázium a učitelský ústav v Příbrami. V roce 1915 vykonal na Pražské konzervatoři státní zkoušku ze sborového zpěvu. Nejprve učil na vesnických školách na Pelhřimovsku a Příbramsku (Vyskytná, Nový Rychnov, Stará Huť, Dobříš). V roce 1917 zakotvil v Příbrami, kde již zůstal až do odchodu do důchodu. Byl řídícím učitelem a učil zpěv i na místní reálce.
Kromě svých učitelských povinností byl organizátorem hudebního života na Příbramsku. Založil a vedl Hudební školu Jednoty hudebních stavů, která byla v roce 1930 přejmenována na Dvořákovu hudební školu a slouží dodnes pod názvem Základní umělecká škola Antonína Dvořáka. Byl předsedou Příbramské filharmonie a vystupoval s ní i jako sólový houslista. Známý herec a naivní malíř Josef Hlinomaz (1914–1978) byl jeho syn.
Václavův bratr, Eman Hlinomaz (1889–1962), byl rovněž učitelem a hudebním skladatelem. Řídil Pěvecký sbor západočeských učitelů. Psal převážně taneční skladby, ale je autorem i několika vážnějších skladeb komorní hudby.

## Dílo
Nejvíce je znám svými sbory a skladbami pro tělovýchovná cvičení. Zkomponoval více než 40 skladeb pro Sokol i pro jednotlivá tělovýchovná vystoupení.
- 2 smyčcové kvartety (1928, 1935)
- Houslový koncert (1919)
- Uhelná pánev (mužský sbor, 1924)
- Oj česká písni (1933)
- Úpravy lidových písní pro smíšený sbor.

Psal rovněž chrámovou hudbu (např. Mše D-dur byla provedena v křížovnickém chrámu v Praze na Starém Městě v roce 1911) a je autorem řady drobných klavírních, houslových a violoncellových skladeb.